# Ngandzalé
Ngandzalé je maleni gradić na otoku Anjouan na Komorima. To je 17. grad po veličini na Komorima i 13. na Anojuanu.